# Iontové transportní číslo
Iontové transportní číslo, též nazývané transferenční číslo, je podíl celkového elektrického proudu procházejícího elektrolytem tvořeným danými ionty i:
{\displaystyle t_{i}={\frac {I_{i}}{I_{\text{tot}}}}}
Rozdíly v hodnotách transportního čísla jsou vyvolávány odlišnými elektrickými pohyblivostmi; například ve vodném roztoku chloridu sodného sodné kationty přenášejí méně než polovinu proudu a chloridové anionty více než polovinu, jelikož se pohybují rychleji, mají tedy vyšší pohyblivost. Součet transportních čísel všech iontů v roztoku se rovná jedné:
{\displaystyle \sum _{i}t_{i}=1}
Koncept a měření transportních čísel zavedl v roce 1853 Johann Wilhelm Hittorf. Pokud mají ionty v roztoku odlišná transportní čísla, tak se vytváří spojovací potenciál.
Limitu iontového transportního čísla pro koncentraci blížící se k nule lze vyjádřit pomocí limitní molární vodivosti kationtu (⁠{\displaystyle \lambda _{0}^{+}}⁠), aniontu (⁠{\displaystyle \lambda _{0}^{-}}⁠), a elektrolytu (⁠{\displaystyle \Lambda _{0}}⁠):
{\displaystyle t_{+}=\nu ^{+}\cdot {\frac {\lambda _{0}^{+}}{\Lambda _{0}}}}
a
{\displaystyle t_{-}=\nu ^{-}\cdot {\frac {\lambda _{0}^{-}}{\Lambda _{0}}},}
kde ⁠{\displaystyle \nu ^{+}}⁠ je počet kationtů a a ⁠{\displaystyle \nu ^{-}}⁠ počet aniontů na vzorcovou jednotku elektrolytu. Obvykle se molární iontové vodivosti počítají z naměřených transportních čísel a celkové molární vodivosti; u kationtu jako {\displaystyle \lambda _{0}^{+}=t_{+}\cdot {\tfrac {\Lambda _{0}}{\nu ^{+}}}}, obdobně i u aniontu. V roztocích, kde se uplatňuje komplexace nebo asociace iontů, se definují dvě různá transportní čísla.
V lithium-iontových a dalších mají význam vysoká transportní čísla (blízká 1), protože u jednoiontových zařízení (jako jsou lithium-iontové akumulátory) elektrolyty s takovými čísly nevytvářejí gradienty koncentrace a koncentrace elektrolytu se během nabíjení a vybíjení zachovává. U porézních elektrod mohou být pevné elektroaktivní materiály za vysokých hustot proudu lépe využity, a to i při snížené iontové vodivosti elektrolytu.

## Měření
Transportní čísla se dají určit několika způsoby. Hittorfova metoda spočívá v měření změn koncentrací iontů v blízkosti elektrod. Metoda pohyblivé hranice je založena na měření rychlosti zániku hranice mezi dvěma roztoky působením elektrického proudu.

### Hittorfova metoda
Tento postup vyvinul roku 1853 německý fyzik Johann Wilhelm Hittorf, spočívá ve sledování změn koncentrace elektrolytu v okolí elektrod. Při Hittorfově metodě se elektrolýza provádí pomocí článků obsahujících tři složky: anodu, centrální elektrodu, a katodu. Z naměřených změn koncentrací v okolí anody a katody se poté stanovují transportní čísla. Přesný vztah mezi těmito hodnotami závisí na vlastnostech reakcí na elektrodách. Při elektrolýze roztoku síranu měďnatého (CuSO4) , vytvářejícího ionty Cu2+(aq) a SO 2-
4 (aq), na katodě probíhá redukce Cu2+(aq) + 2 e− → Cu(s) a na anodě oxidace Cu na Cu2+. Na katodě průchod Q coulombů náboje vyvolává redukci Q/2F molů Cu2+, kde F je Faradayova konstanta. Protože ion Cu2+ má na celkovém proudu podíl {\displaystyle t_{+}}, tak je množství Cu2+ přicházejících na katodu {\displaystyle t_{+}(Q/2F)} molů, a koncentrace Cu2+ na katodě se snižuje podle vzorce {\displaystyle (1-t_{+})(Q/2F)=t_{-}(Q/2F)}. Tento pokles lze měřit chemickou analýzou a z výsledku určit transportní čísla. Analýzou anodového oddílu se získá druhá sada hodnot, sloužící jako kontrolní, zatímco u centrálního oddílu by nemělo docházet ke změnám koncentrace, jestliže difuze nezpůsobuje v průběhu experimentu výrazné mísení, jež by zkreslovalo výsledky.

### Metoda pohyblivé hranice
Metodu pohyblivé hranice zavedli britští fyzici Oliver Lodge a William Cecil Dampier. Je založena na pohybu hranice mezi dvojicí sousedících elektrolytů za působení elektrického pole. Pokud se použije barevný roztok a rozhraní zůstane dostatečně ostré, pak lze změřit rychlost pohybu hranice a z ní určit transportní čísla.
Kation indikátorového elektrolytu by se neměl pohybovat rychleji než kation, jehož transportní číslo se určuje, totéž by mělo platit i pro anion základního elektrolytu. Základní elektrolyt, například HCl, mívá menší hustotu. Nejlépe se hodí CdCl2, protože Cd2+ má menší pohyblivost než H+ a Cl− se vyskytuje v CdCl2 i základním elektrolytu HCl. Transportní čísla pro HCl(aq) lze určit s použitím kadmiové anody a Ag-AgCl katody. Na anodě probíhá reakce Cd → Cd2+ + 2 e−, v její blízkosti se vytváří roztok chloridu kademnatého, a ten se pohybuje ke katodě. Ke zviditelnění rozhraní mezi kyselým roztokem HCl a téměř neutrálním roztokem CdCl2 se použije acidobazický indikátor, například bromfenolová modř. Hranice zůstává ostrou, protože roztok HCl má vyšší vodivost než indikátorový roztok CdCl2 a stejný náboj je tak přenášen menším elektrickým polem. V případě difuze pohyblivějšího iontu H+ do roztoku CdCl2 by se rychle přesunul přes membránu do prostředí se silnějším elektrickým polem; difuze méně pohyblivého Cd2+ do roztoku HCl by se ve slabším poli zastavila a ion by se vrátil do roztoku CdCl2. Souprava pro měření se sestavuje tak, aby se anoda nacházela pod katodou, a hustší roztok CdCl2 tak zůstane ve spodní části.
Transportní číslo kationtu hlavního roztoku se spočítá jako:
{\displaystyle t_{+}={\frac {z_{+}cLAF}{I\Delta t}}}
kde {\displaystyle z_{+}} je náboj kationtu, c koncentrace, L vzdálenost hranice v čase Δt,  F Faradayova konstanta, a I elektrický proud.

### Koncentrační buňky
Iontové transportní číslo lze spočítat ze směrnice funkce {\displaystyle E_{\mathrm {T} }=f(E)} dvou koncentračních buněk.
Hodnota pro každou buňku závisí na transportním číslu kationtu a jeho aktivitním koeficientu:
{\displaystyle E_{\mathrm {T} }=-z{\frac {RT}{F}}\int _{I}^{II}t_{+}d\ln a_{+/-}}
kde {\displaystyle a_{2}} je aktivita roztoku na pravé a {\displaystyle a_{1}} na levé elektrodě, a {\displaystyle t_{M}} je transportní číslo Cl−.